# Agnes Monica
Agnes Monica Muljoto, vagy művésznevén Agnes Monica, de ismert úgyis, mint AGNEZ MO (Jakarta, 1986. július 1. –) indonéz énekes-zeneszerző.

## Diszkográfia
- Si Meong (1992)
- Yess! (1995)
- Bala-Bala (1996)
- And the Story Goes (2003)
- Whaddup A'..?! (2005)
- Nez (2008)
- Sacredly Agnezious (2009)
- Agnes Is My Name (2011)
- Agnez Mo (2013)

## Fordítás
- Ez a szócikk részben vagy egészben  az   Agnes Monica című angol Wikipédia-szócikk fordításán alapul.  Az eredeti cikk szerkesztőit annak laptörténete sorolja fel. Ez a jelzés csupán a megfogalmazás eredetét és a szerzői jogokat jelzi, nem szolgál a cikkben szereplő információk forrásmegjelöléseként.